# Neohintonia
Neohintonia es un género botánico monotípico perteneciente a la familia de las asteráceas. Su única especie: Neohintonia monantha es originaria  de México.

## Descripción
Las plantas de este género sólo tienen disco (sin rayos florales) y los pétalos son de color blanco, ligeramente amarillento blanco, rosa o morado (nunca de un completo color amarillo).

## Taxonomía
Neohintonia monantha fue descrita por  (Sch.Bip.) R.M.King & H.Rob.  y publicado en Phytologia 22: 144. 1971.
inonimia
- Eupatorium monanthum Sch.Bip.
- Koanophyllon monanthum (Sch.Bip.) T.J.Ayers & B.L.Turner[5]